# Entoloma atromarginatum
Entoloma atromarginatum är en svampart som först beskrevs av Romagn. & J. Favre, och fick sitt nu gällande namn av Zschiesch. 1984. Entoloma atromarginatum ingår i släktet Entoloma och familjen Entolomataceae.  Arten är reproducerande i Sverige. Inga underarter finns listade i Catalogue of Life.